# Die Zeit der Ersten
Die Zeit der Ersten (Originaltitel: Время первых) ist ein russischer Film des Regisseurs Dmitri Kisseljow aus dem Jahr 2017. Alternativ wird der Film auch unter dem Titel Spacewalker vermarktet.

## Handlung
Der Film erzählt die Geschichte der Kosmonauten Beljajew und Leonow und ihres Weltraumfluges mit der Woschod 2 im März 1965. Alexei Leonow verließ bei dieser Mission als erster Mensch die schützende Hülle seines Raumschiffes und schwebte frei im All. Die Handlung beginnt mit der Auswahl Leonows zum Kosmonauten, schildert die Vorbereitung der Kosmonauten auf den Flug, Probleme bei der Konstruktion des Raumschiffs, den Flug selbst und die wegen der Landung weitab vom eigentlichen Zielgebiet im tief verschneiten Ural komplizierte Bergung nach der Landung.

## Produktion
Alexei Leonow wirkte am Film als Fachberater mit. Er widmete den Film seinem früh verstorbenen Kommandanten Beljajew.

## Abweichungen
Der Film weicht in einigen Darstellungen vom tatsächlichen Geschehen ab:
- Im Film ist der erste Ausstieg ursprünglich für 1967 geplant und wird dann von Koroljow auf 1965 vorverlegt. Da der Ausstieg ein integraler Bestandteil des sowjetischen bemannten Mondprogramms war, konnte der erste Ausstieg nicht erst 1967 erfolgen.
- Beljajew brach sich bereits 1961 beim Fallschirmspringen ein Bein, nicht erst bei der Vorbereitung auf den Woschod-2-Flug.
- Die Landekapsel wurde nicht nach über 9, sondern bereits nach 4 Stunden gefunden.
- Die Kosmonauten nahmen nach der Landung Funkkontakt zur Bodenstation auf, die Signale wurden nicht wie im Film eher zufällig von einem Funkamateur aufgefangen.

## Sonstiges
Auf DVD und Blu-ray erschien der Film unter dem Titel „Spacewalker“. Der Film wurde im November 2017 auf der Russischen Filmwoche in Berlin aufgeführt.

## Auszeichnungen
Golden Trailer Awards 2017
- Nominiert in der Kategorie Best Foreign Action Trailer für Now It Will Be Loud
- Nominiert in der Kategorie Best Foreign Drama Trailer für Trailer
- Nominiert in der Kategorie Best Foreign Teaser für Now It Will Be Loud